# عباد أحمد
عباد أحمد محمد (مواليد 4 سبتمبر 1995) لاعب كرة قدم بحريني يلعب حاليا لصالح نادي الدرجة الأولى البحرين البحريني في خط الوسط من 2013.

## منتخب البحرين
شارك القلاف مع منتخب البحرين الأولمبي.

## الإنجازات
- الدرجة الثانية (1): 2016